# Walter Felsenstein
Walter Felsenstein (Vienna, 30 maggio 1901 – Berlino Est, 8 ottobre 1975) è stato un attore e regista teatrale austriaco.

## Biografia
Studiò tra il 1921 e il 1923 alla scuola di recitazione del Burgtheater di Vienna, e dal 1923 al 1932 lavorò come attore teatrale in Austria, Svizzera e Germania.
Fece il suo esordio come regista d'opera lirica nel 1932 a Colonia, e successivamente diresse l'Oper Frankfurt e lo Schiller Theater. Nel dopoguerra si stabilì a Berlino Est, dove nel 1947 fondò la Komische Oper, la compagnia dell'opera del Komische Oper Berlin, che diresse fino alla morte; qui raccolse ampi consensi nazionali e internazionali per le sue messe in scena, caratterizzate da un grande realismo espressivo.